# Minan
minan（ミナン）こと本多 未南（ほんだ みなん、1990年12月5日 - ）は、日本の女性アイドル。ヒップホップアイドルユニット・lyrical schoolのメンバー。

## 経歴
1990年12月5日、群馬県前橋市に生まれる。
群馬県立前橋女子高等学校在学中は音楽部に所属。ミュージカル作品のドラムの演奏を担当。本当は役を演じるキャストを志望したが、この頃の経験が音楽活動の原点になっている。高校生の頃のバンド活動や大学時代のミュージカルとももいろクローバーZのコピーバンドなど、人前で歌うことが好きだったことをインタビューで語っている。
2013年に立教大学現代心理学部映像身体学科を卒業。就職先も決まっていたがそれを辞退して、友人が応募していたことで知ったlyrical schoolの新メンバーオーディションに応募し合格する。
初ステージは2013年7月27日のTOKYO IDOL FESTIVAL 2013・ENJOY STADIUM。しばらくはグループに帯同しつつ、同年8月23日、タワーレコード梅田NU茶屋町店でのインストアイベントからライブに参加、同年8月24日の大宮ステラタウンメローぺ広場ステージ（2部）でイベント全編でのライブパフォーマンスを披露した 。初期は自身のラップについて絵本の朗読のようだと評されたことを明かしている。
2017年2月26日、前身のtengal6からのオリジナルメンバーであったayaka・ami・meiが卒業。minanは2015年加入のhimeとともにlyrical schoolの活動を継続。4月に新メンバー・hinako、yuu、risanoが加入し、5月21日のワンマンライブより新体制がスタート。
2017年8月に骨折、松葉杖姿でのパフォーマンスを余儀なくされた。これを機にhimeがプロデューサーのキムヤスヒロに振りを減らそうと提案したことから、ライブでの振り付けやフォーメーションが削られ、メンバーによる自由なパフォーマンスが中心となった。
2019年5月4日、ソロでは初のレギュラーラジオ番組「lyrical school minanのLet's チルアウト」（FM GUNMA）が放送開始。第1回放送にて、初のソロシングル「No More」を7月16日にリリースすることが発表された。（2017年の新体制以降、）lyrical schoolのメンバーの中で活動歴が最も長く、2019年5月18日、グループ代表として2度目のメジャーデビューを発表した。
2019年7月3日放送『今夜くらべてみました 2時間SP』（日本テレビ）に「黙っていればキレイな群馬の女」として出演。
2020年にリリースされたレキシ「ギガアイシテル」ではレキシネーム「MC旧石器」としてラップパートを担当。2020年7月17日には、群馬県主催の「ウィズコロナ時代の観光」について考える検討会に参加した。
2021年10月2日、ソロメジャーデビューEP『ttyl』を11月24日にリリースすることを発表した。このことについてminanはユニットがある上でのソリストとしての活動であるとして、ユニットからの脱退などを視野に入れたものではなく、ソリストの活動もユニットの中に還元したいと述べている。

## 人物
- 2022年現在前橋市在住。仕事がたてこんでいるときを除き、普通列車で2時間かけて東京に通う[3]。
- lyrical schoolでは歌パートを任されることが多く、ayakaは「lyrical schoolにとって歌姫という存在」とインタビューで答えている[26]。また2016年頃にウェブ番組で練習したことを契機にMPC[注 1]の操作を習得している[4]。
- お笑い系トークイベントへの出演も数多く、インタビューで「人生は大喜利だって思っている」と発言したこともある[28]。2021年3月23日、himeとのコンビで出場した「ライブナタリー Presents『おもカワ 〜アイドル大喜利タッグトーナメント〜』」で優勝したが、このイベントに備えるあまり、直前数日間のライブでミスを連発してしまったと語っている[29]。

## 作品

### CD

#### EP
| 発売日                                  | タイトル                                | 規格品番                                | 収録曲 |
| CONNECTONE / ビクターエンタテインメント | CONNECTONE / ビクターエンタテインメント | CONNECTONE / ビクターエンタテインメント | CONNECTONE / ビクターエンタテインメント |
| --------------------------------------- | --------------------------------------- | --------------------------------------- | --- |
| 2021年11月24日                          | ttyl                                    | VICL-65633                              | 1. Tell Me What You Want 2. all-rounder feat. Rachel (chelmico), valknee 3. Dress Down 4. ttyl feat. Kim taehoon 5. Tell Me What You Want (instrumental) 6. all-rounder (instrumental) 7. Dress Down (instrumental) 8. ttyl (instrumental) |

#### シングル
| 発売日        | タイトル | 規格品番  | 収録曲                                 |
| BootRock      | BootRock | BootRock  | BootRock                               |
| ------------- | -------- | --------- | -------------------------------------- |
| 2019年7月16日 | No More  | BRTW-1068 | 1. No More 2. Don't Be Shy 3. Find you |

### 楽曲参加
- brinq「baby baby feat. minan(lyrical school)」（EP『baby baby -EP-』収録、2016年7月20日配信リリース）[30]

- 航空連合「空港を支えるプロ裏方に君もなれ feat.P.O.P&minan」[31]

- レキシ「ギガアイシテル」（映画「クレヨンしんちゃん 激突! ラクガキングダムとほぼ四人の勇者」主題歌、2020年9月23日リリース）※レキシネーム「MC旧石器」としてラップで参加

## 出演

### テレビ
- 今夜くらべてみました 2時間SP（日本テレビ、2019年7月3日）

### ラジオ
- lyrical school minanのLet's チルアウト（FM GUNMA、2019年5月4日 - ）

### 舞台
- ネルケプランニング「上野パンダ島ビキニーズ「マイナス2.5」」（品川プリンスホテル クラブeX、2018年3月15日 - 18日）[32]